# George Kremer

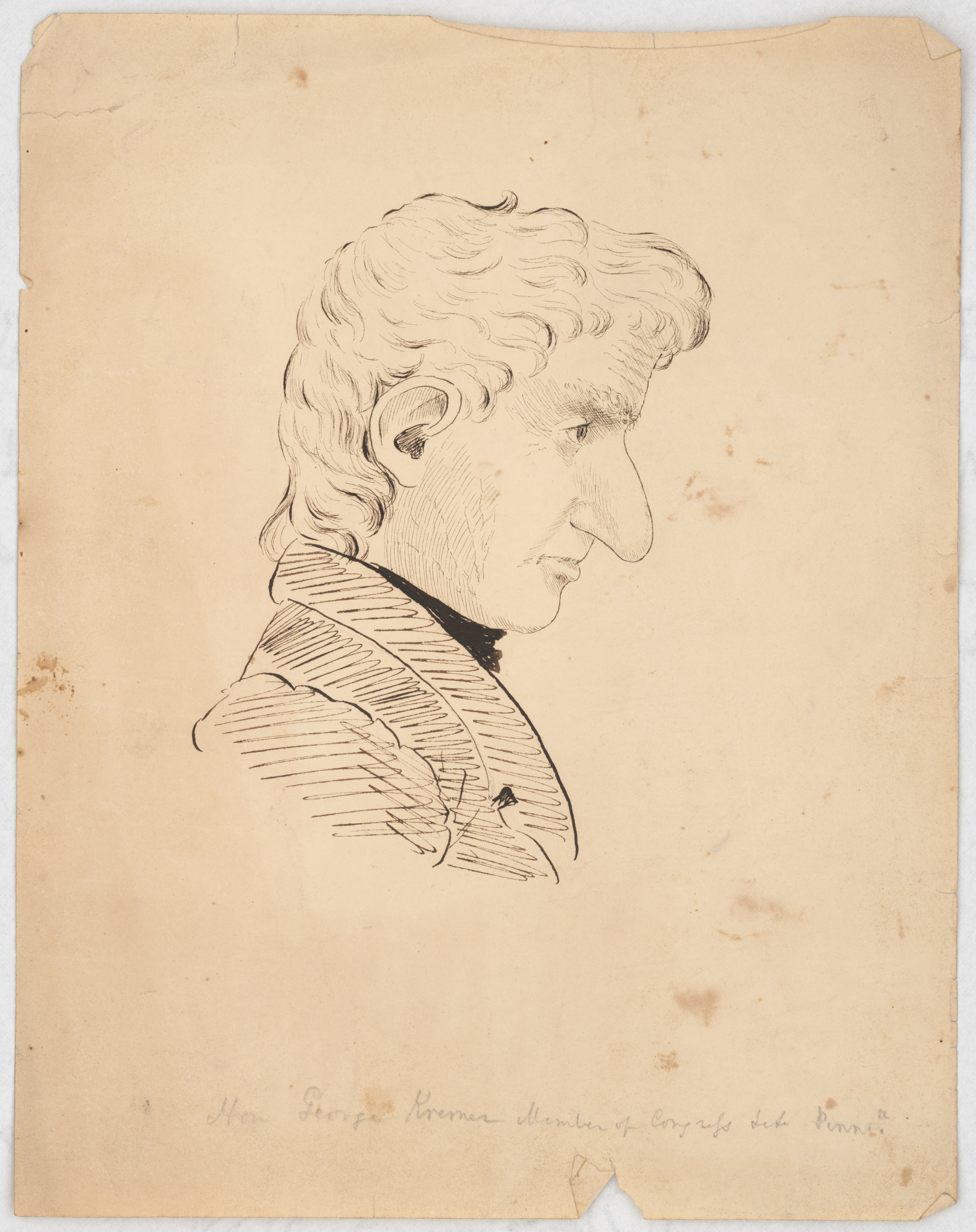
Porträtzeichnung von George Kremer (1840–1850)

George Kremer (* 21. November 1775 in Middletown, Province of Pennsylvania; † 11. September 1854 in Middleburg, Pennsylvania) war ein US-amerikanischer Politiker. Zwischen 1823 und 1829 vertrat er den Bundesstaat Pennsylvania im US-Repräsentantenhaus.

## Werdegang
George Kremer war ein Neffe von Gouverneur Simon Snyder (1759–1819). Nach einem Jurastudium und seiner Zulassung als Rechtsanwalt begann er in Lewisburg in diesem Beruf zu arbeiten. Gleichzeitig schlug er als Mitglied der Demokratisch-Republikanischen Partei eine politische Laufbahn ein. Zwischen 1812 und 1813 saß er als Abgeordneter im Repräsentantenhaus von Pennsylvania. In den 1820er Jahren schloss er sich der Bewegung um den späteren US-Präsidenten Andrew Jackson an.
Bei den Kongresswahlen des Jahres 1822 wurde Kremer im neunten Wahlbezirk von Pennsylvania in das US-Repräsentantenhaus in Washington, D.C. gewählt, wo er am 4. März 1823 die Nachfolge von John Brown antrat. Nach zwei Wiederwahlen konnte er bis zum 3. März 1829 drei Legislaturperioden im Kongress absolvieren. Diese waren von den heftigen Diskussionen zwischen den Anhängern von Präsident John Quincy Adams und denen von Andrew Jackson geprägt.
Nach dem Ende seiner Zeit im US-Repräsentantenhaus zog sich George Kremer aus der Politik zurück. Er starb am 11. September 1854 in Middleburg.